# Lasionycta infuscata
Lasionycta infuscata là một loài bướm đêm trong họ Noctuidae.